# SEFE Energy
SEFE Energy — це газорозподільча компанія, розташована в Касселі, Німеччина. Це дочірня компанія Securing Energy for Europe.

## Історія
Wingas була заснована в 1993 році дочірньою компанією BASF Wintershall і Газпромом. З 25 жовтня 2007 Wintershall володів 50 % плюс одна акція, тоді як акції Газпрому становлять 50 % мінус одна акція . У грудні 2013 року «Вінтерсхалл» і «Газпром» домовилися про обмін активами, що зробило Wingas 100 % дочірньою компанією «Газпрому». BASF і Газпром завершили обмін активами до 30 вересня 2015 року. BASF and Gazprom completed the swap of assets by September 30, 2015.